# Pachygnatha amurensis
Pachygnatha amurensis là một loài nhện trong họ Tetragnathidae.
Loài này thuộc chi Pachygnatha. Pachygnatha amurensis được Embrik Strand miêu tả năm 1907.